# Герб Волині
Ге́рб Воли́ні — срібний хрест на червоному щиті. Геральдичний символ Волині. Відомий ще з монет початку XIV ст. Великого князя руського Дмитра-Любарта Ґедиміновича та з пізніших печаток початку XV ст. литовських князів Вітовта та Сигізмунда[джерело?], а також європейських гербовників пізнього середньовіччя і раннього модерну. Форма геральдичної фігури, так званого Волинського хреста, змінювалася впродовж століть: від первісного грецького хреста до латинського хреста (XV—XVI ст.), лицарського, візантійського, козацького, тощо. Використовувався з видозмінами на територіальних гербах Волинського князівства (по 1452) Волинського воєводства (1566—1795), намісництва (1793—1796), губернії (1796–1925), а також українських Волинської (з 1997) і Рівненської областей (з 2001) та на гербах різних міст, що належали до історичних волинських земель. Альтернативний герб Волині, відомий з символіки австрійської Галіції та Лодомерії (1773—1918), — синій щит із двома шахованими червоним і сріблом балками.

## Історія

### Волинська земля

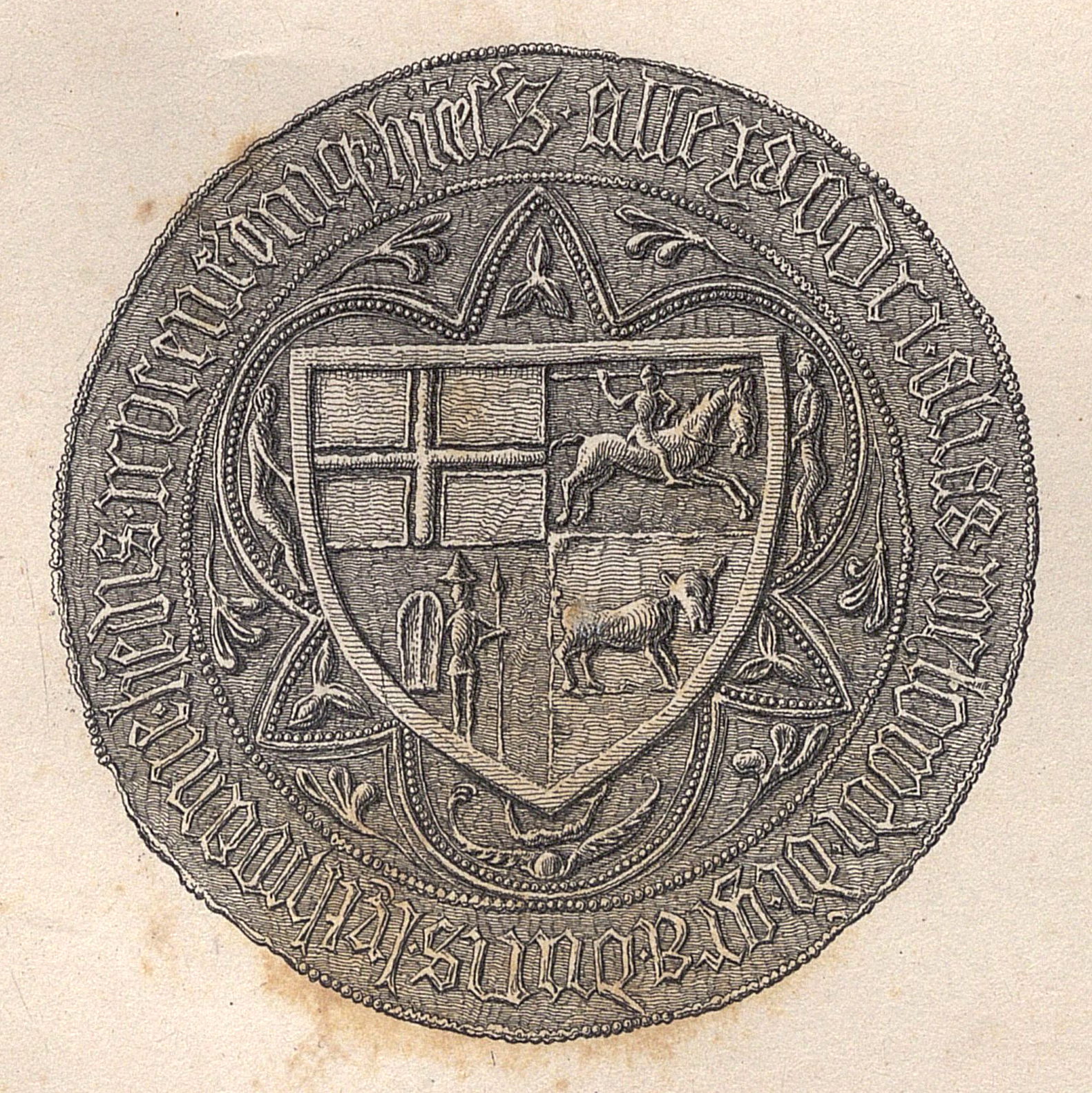
Печатка Вітовта, 1404

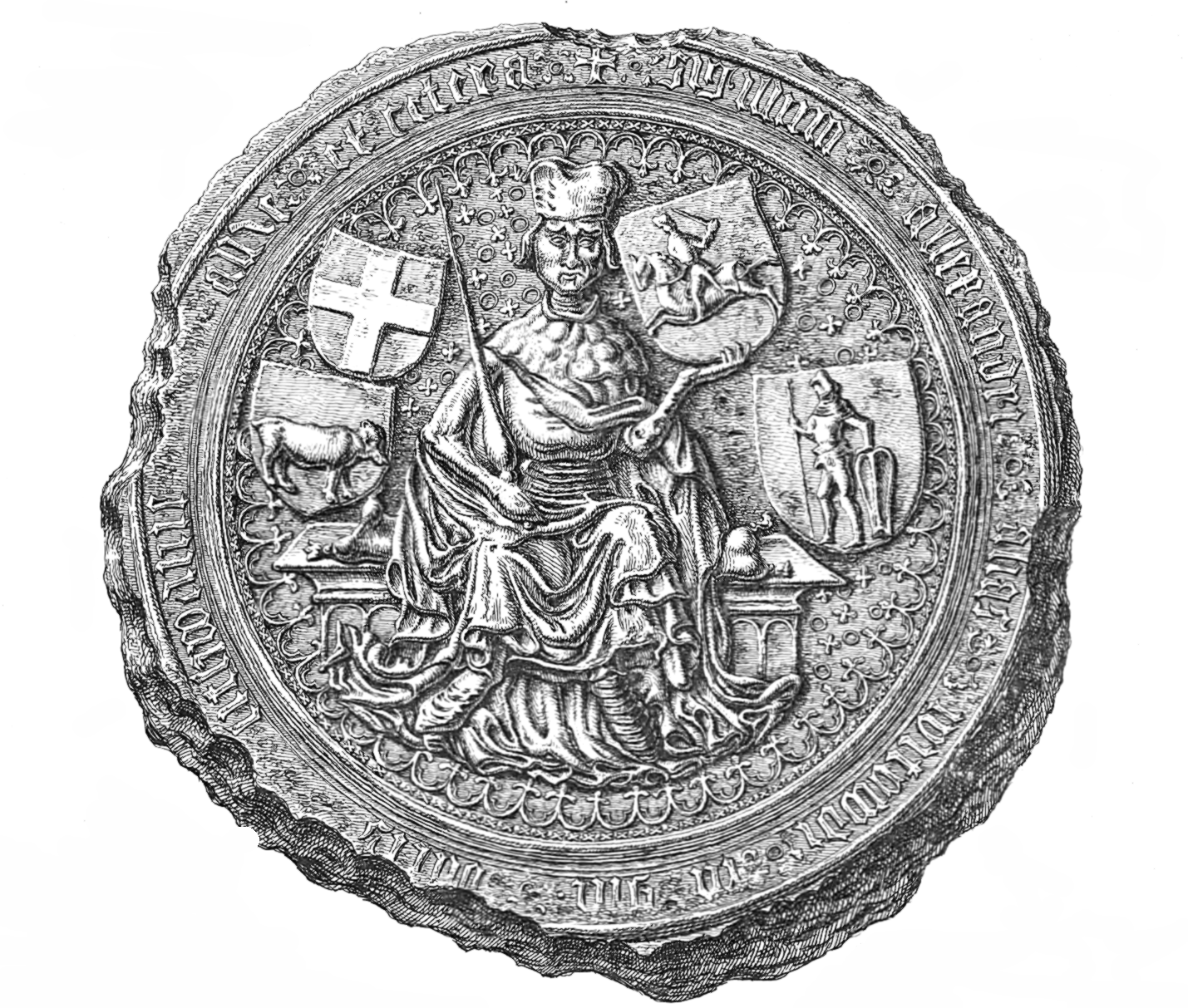
Печатка Вітовта, 1407.

Класичний за своєю простотою герб Волині, має глибоку і гарну символіку.  В добу пізнього середньовіччя Волинь була осердям політичного життя українських земель. В XIV ст. до Волині тяжіли Галичина і Підляшшя, у XV — Поділля, Полісся та Київщина. На теренах Волині розміщувалися столичні міста Королівства Руського — Володимир та Великого князівства Руського — Луцьк. Ймовірно ще за часів правління короля Юрія І Львовича (1301—1308) в ролі руського герба почали використовувати зображення Св. Юрія, що знайшло в подальшому свій відгук у державній геральдиці руських князівств та земельній геральдиці. Водночас найдавніший відбиток печатки з-посеред українських міст, столиці Королівства Руського — Володимира (1324) має зображення Св. Юрія.
Зображення хрестів як символів руських правителів знаходимо на монетах волинського князя Любарта, останнього правителя Руського королівства (1340—1383), та його сина Федора (1384—1387). На іншому боці таких монет фігурує так званий руський лев. 
Найдавніші зображення герба Волині у вигляді хреста зустрічаємо на великих печатках великого князя литовського та руського Олександра Вітовта 1404 і 1407 років. На них подані герби Великого князівства литовського і руського — погоня, Троків — піхотинець, Жмуді — ведмідь, а також символ Русі (Волині) — хрест. По колу печатки підпис латиною: «Печать Олександра, або Вітовда, великого князя Литви, господаря Русі та інших». У той час Русь з центром у Волині була складовою частиною Великого князівства Литовського та Руського і другою за значенням землею після Литви.
Такі ж герби присутні на великій печатці великого князя литовського та руського Сигізмунда Кейстутовича 1433 року.
Перше зображення в кольорі знаходимо у т. зв. Арсенальному списку, найстарішій копії праці Яна Длугоша (лат. Joannis Dlugossi) Інсигнії та клейноди Королівства Польського» (лат. Insignia seu clenodia regis et regni Poloniae) з Арсенальної бібліотеки в (Парижі  До найдавніших виображень герба волинської землі належить також його кольорове зображення в «Берґсгамарському кодексі» (лат. Codex Bergshammar), в збірці Національного архіву Швеції у (Стокгольм).

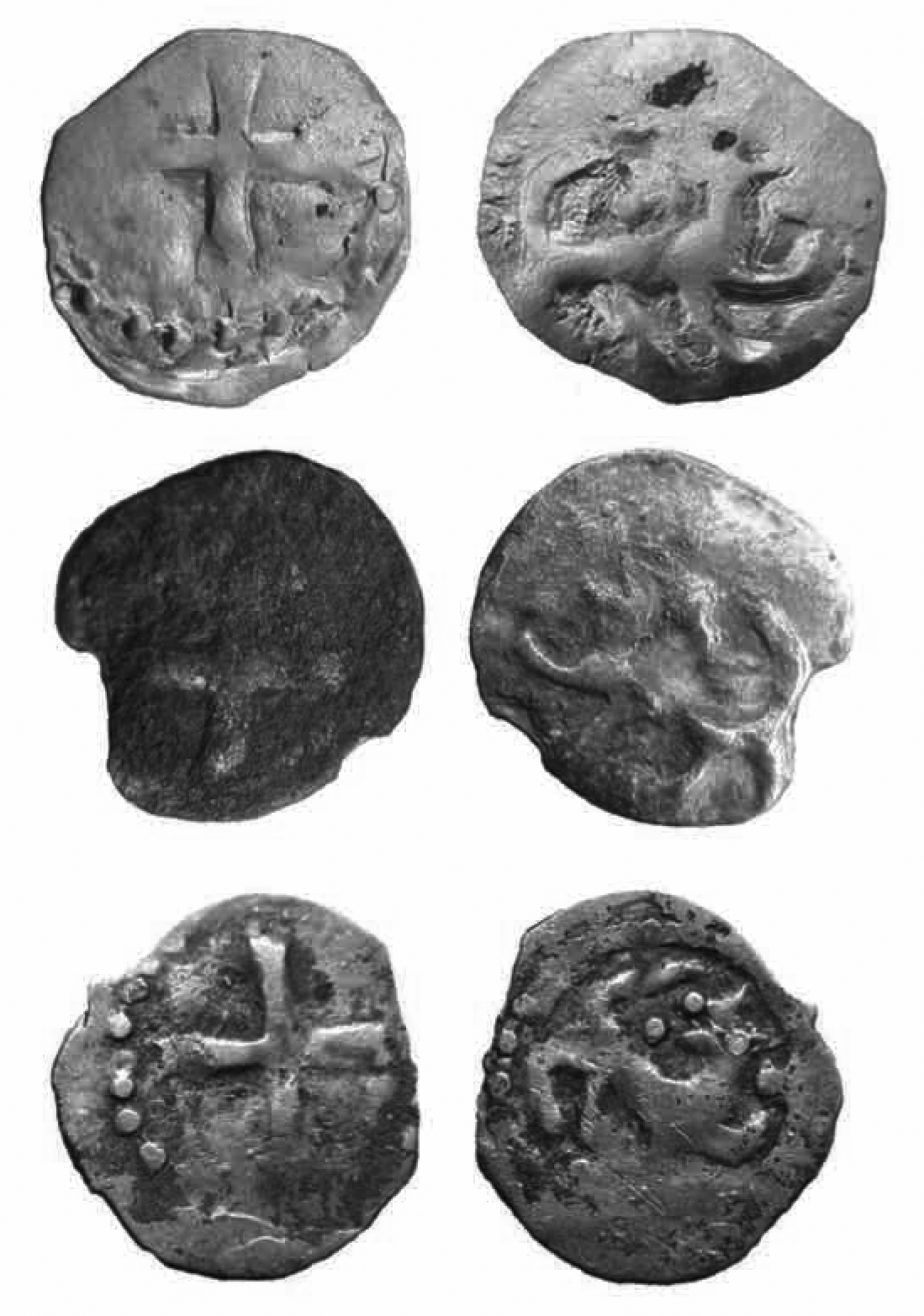
Монети Любарта та Федора
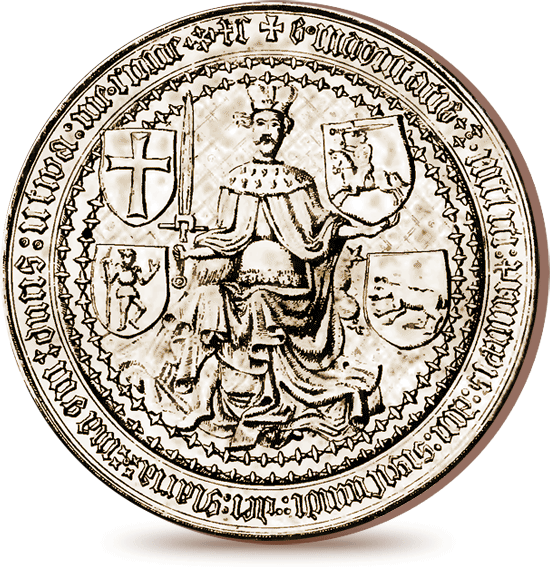
Печатка Сигізмунда
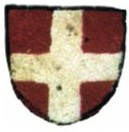
Codex Bergshammar, XV ст.
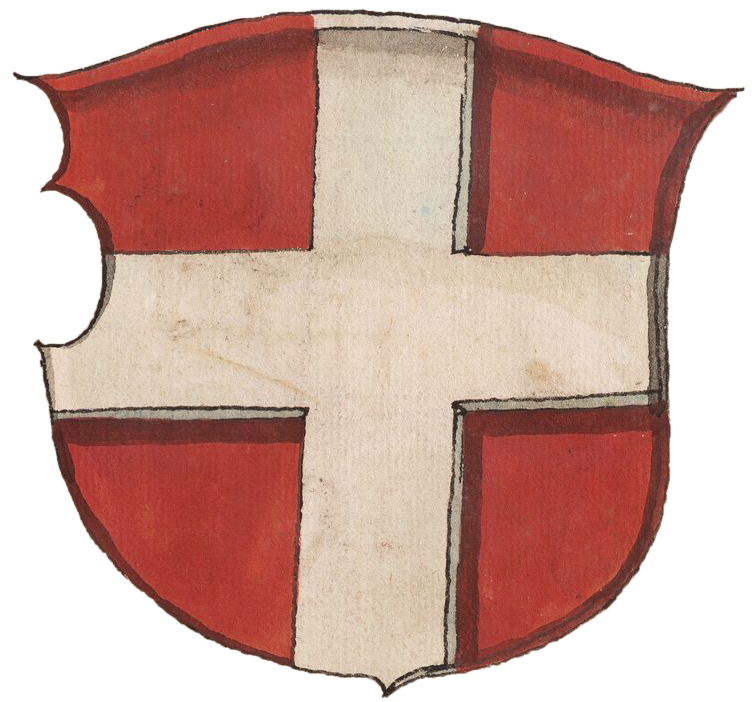
Інсиґнії та клейноди Королівства Польського, 1555
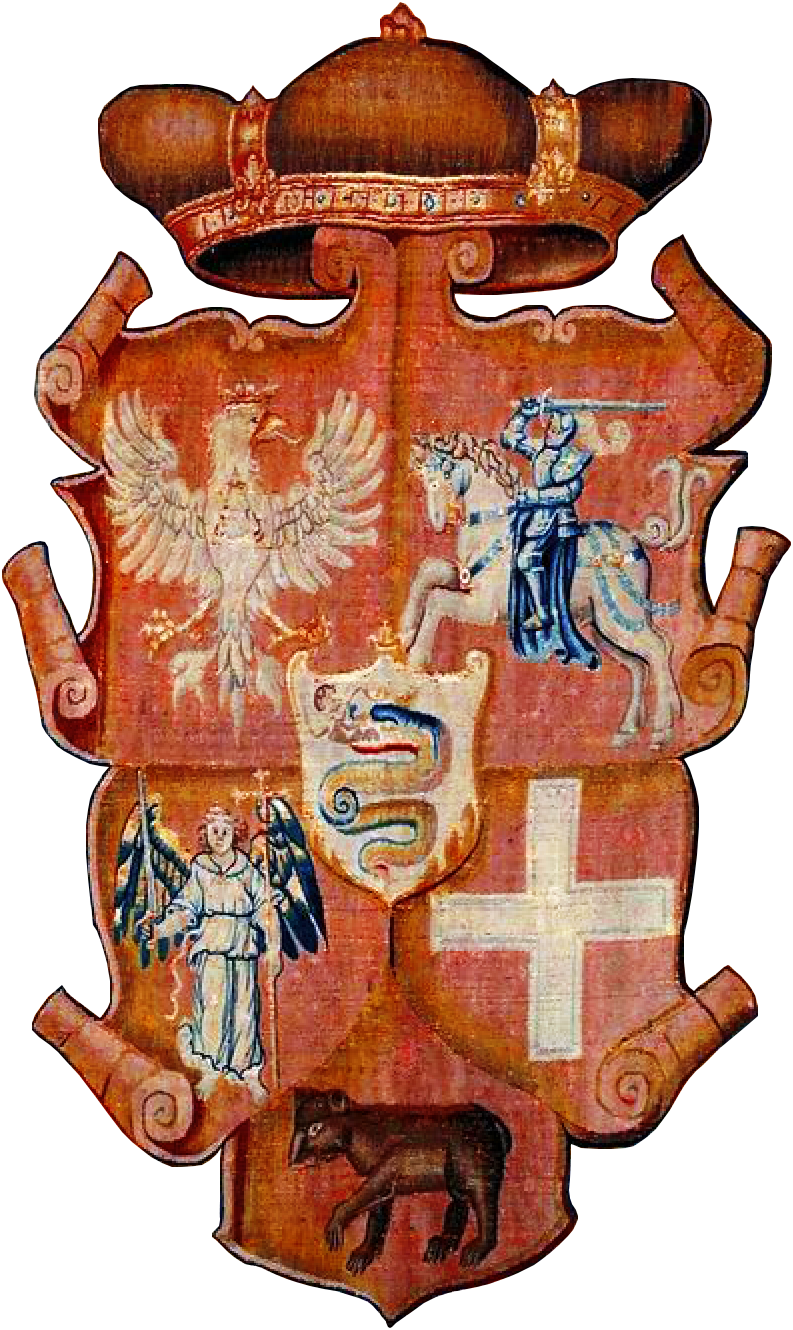
Герб Волині з герба Сигізмунда-Августа. 1548

### Волинське воєводство
Волинське воєводство у складі Великого князівства Литовського використовувало за герб із хрестом. У деяких німецьких гербовниках Волині хибно приписували литовську погоню — на червоному щиті білий лицар на білому коні; у руці лицар тримає чорний щит із білим хрестом.
Після приєднання Волині до Корони Польської в 1589 році було здійснено спробу внести незначні зміни до волинського герба додавши щиток з зображенням польського коронного орла. Але в життя (він) не увійшов і Земля Волинська надалі вживала давній герб, без орла.

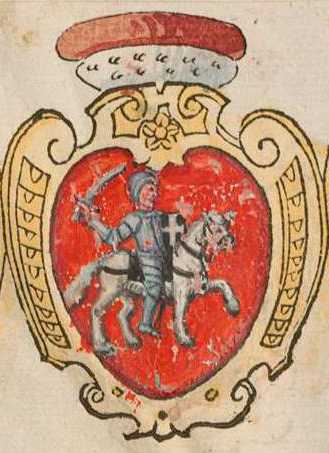
До 1586
1597
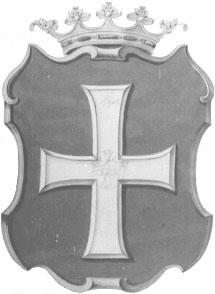
1720
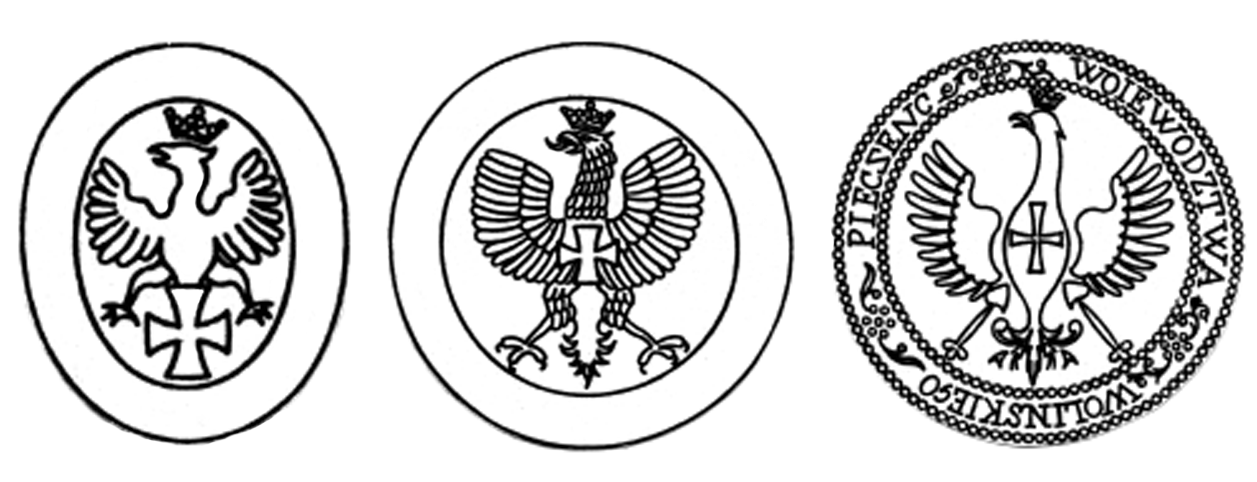
Печатки воєводства XVII-XVIII ст.
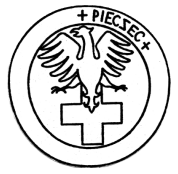
Печатка Луцького повіту, 1605-1660

### Лодомерія
У австрійській й угорській геральдиці XVIII—XX ст. альтернативним гербом Волині (Лодомерії, Володимирії) був синій щит із двома шахованими червоно-срібними балками. Він використовувався у гербі Галичини та Лодомерії, а також у проєкті великого герба Угорщини 1849 року.

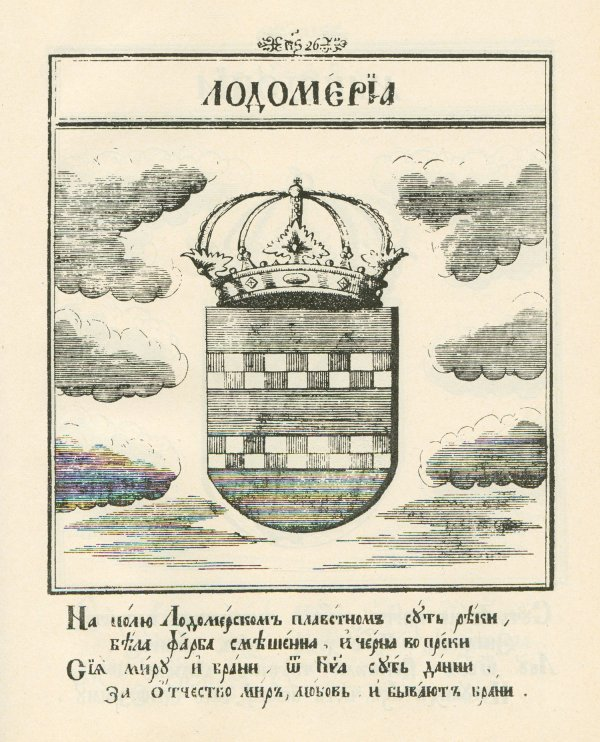
«Стематографія», 1741
Монета, 1776
Галіція і Лодомерія, 1782
ХІХ ст.
Великий герб Угорщини, 1849

### Російська Волинь. Герб Волинського намісництва/губернії
До 5 грудня 1856 року, коли був затверджений герб Волинської губернії, за герб Волинського намісництва Російської імперії правив герб адміністративного центру намісництва, міста Новограда-Волинська. В золотому полі щита червоний хрест.
Від 1857 року в Російській імперії запроваджено нові правила герботворення, відтак, згідно з новими вимогами, було усталено герб Волинської губернії. У червоному полі французького геральдичного щита срібний хрест. Над щитом розміщено російську імператорську корону. Навколо щита золоті дубові галузки оповиті стрічкою Андріївського ордену.

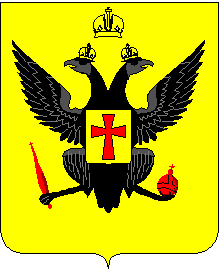
Намісництво, 1796
Губернія
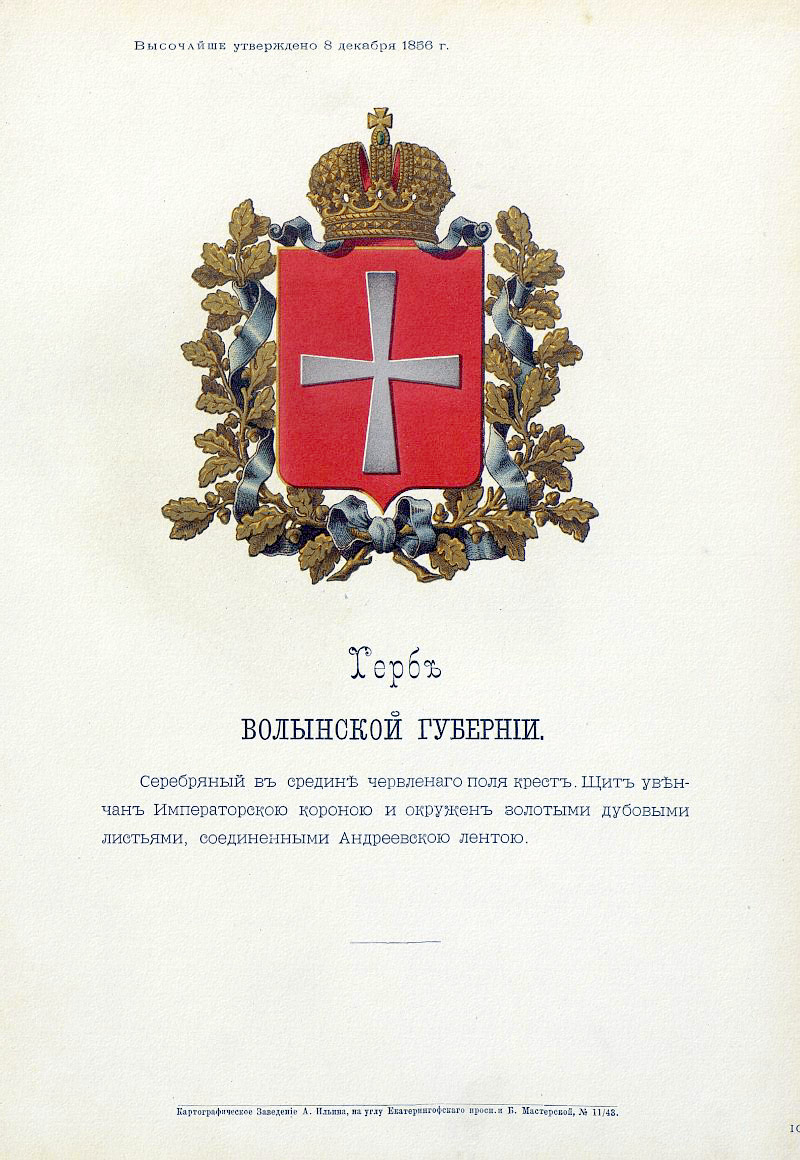
Губернія, 1880
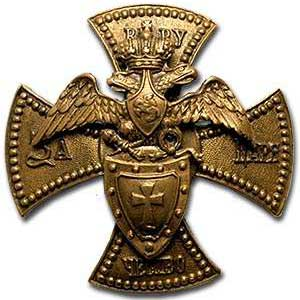
Волинський полк

### Польська Волинь. Проєкт герба
Проєкт відтворено на основі полонізованого варіанта волинського герба, що так і не набув поширення з кінця XVI ст., водночас з відновленням панування на частині контрольованої поляками території Волині. Герб широко використовувався в адміністративних і пропагандистських цілях протягом 1919-1939 років, але офіційного затвердження не отримав.
Польська влада використовувала нагору Хрест Волині, якою відзначали воєнних ветеранів до 1939 року.

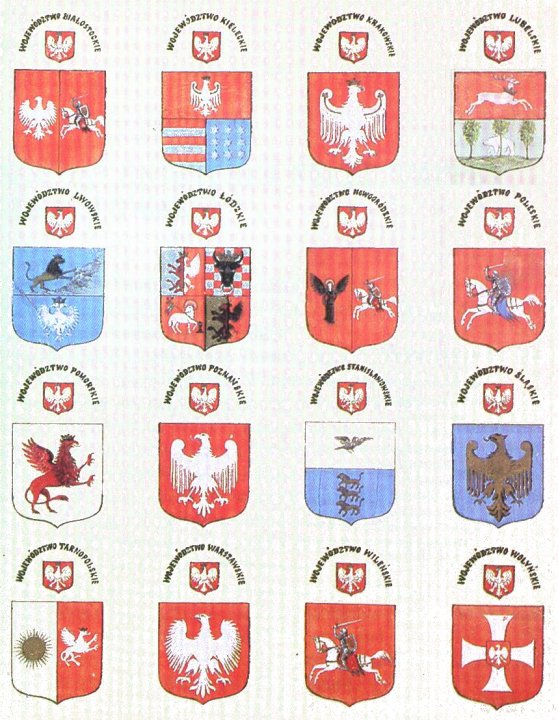
Проєкти гербів
Волинь
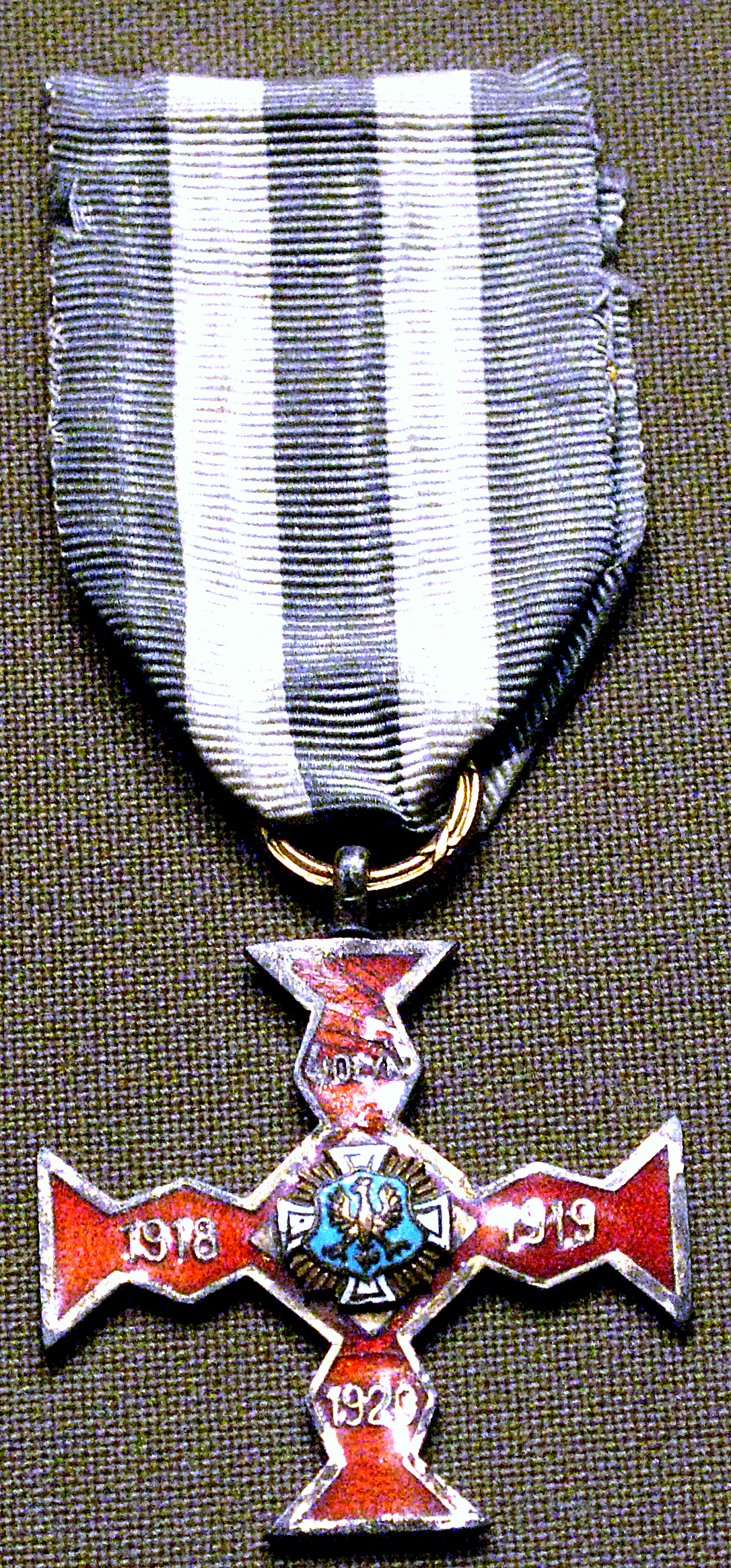
Хрест Волині

## У сучасній Україні

Герб Волинської області
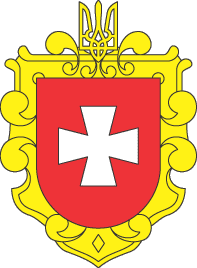
Герб Рівненської області
Герб Ізяславського району
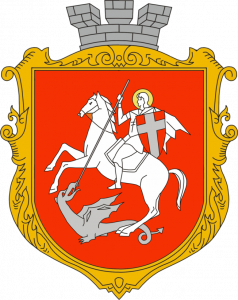
Герб Володимира

## Зауваги
1. ↑  М. Фрідберг налічував аж сім рукописів цієї книги під назвою «Insigniorum, clenodium regis et regni Poloniae». Див.: Marian Friedberg. Klejnoty Długoszowe // Rocznik Polskiego Towarzystwa Heraldycznego we Lwowie. – Kraków, 1930. – S. 10–107. Див.: Йоанна Клиш. Книга земських і шляхетських гербів Еразма Камина, познанського золотаря XVI ст. З фондів наукової бібліотеки Львівського національного університету імені Івана франка